# Cubocephalus incisus
Cubocephalus incisus är en stekelart som beskrevs av Henry Keith Townes, Jr. och Gupta 1962. Cubocephalus incisus ingår i släktet Cubocephalus och familjen brokparasitsteklar. Utöver nominatformen finns också underarten C. i. atriventris.